# Monteirópolis
Monteirópolis là một đô thị ở bang Alagoas, Brasil. 
Dân số năm 2004 ước tính là 7.804 người.